# 科斯莫諾西
科斯莫諾西是捷克的城鎮，位於該國北部，距離首都布拉格約50公里，由中波希米亞州負責管轄，面積11.61平方公里，海拔高度243米，2011年人口4,400。

## 外部連結
- Municipal website （页面存档备份，存于）